# Воля Грудецька
Воля Грудецька (Воля Городоцька), (пол. Wola Gródecka) — село в Польщі, у гміні Ярчів Томашівського повіту Люблінського воєводства. Населення — 142 особи (2011).

## Історія
Ймовірно, території були населені русинами ще за часів Київської Русі. За даними етнографічної експедиції 1869—1870 років під керівництвом Павла Чубинського, у селі переважно проживали римо-католики, але населення здебільшого розмовляло українською мовою.
У 1975—1998 роках село належало до Замойського воєводства.

## Демографія
Демографічна структура станом на 31 березня 2011 року:
|          | Загалом | Допрацездатний вік | Працездатний вік | Постпрацездатний вік |
| -------- | ------- | ------------------ | ---------------- | -------------------- |
| Чоловіки | 73      | 11                 | 48               | 14                   |
| Жінки    | 69      | 12                 | 35               | 22                   |
| Разом    | 142     | 23                 | 83               | 36                   |